# Internationale Liga der Antiquare
Die Internationale Liga der Antiquare (ILAB, französisch LILA) vertritt 22 nationale Verbände, 39 Länder und 1600 Antiquare weltweit. Ihr Signet steht für Integrität und Professionalität im weltweiten Handel antiquarischer Bücher. 

## Anfänge
Die ILAB wurde 1947 von europäischen Antiquaren mit dem Wunsch gegründet, die internationale Zusammenarbeit in der Nachkriegszeit neu zu beleben und nationale Differenzen beizulegen. Das Netzwerk der Antiquare erstreckt sich heute weltweit.

## Ziele
Die Ziele, die die Gründungsmitglieder 1947 formulierten, sind seither nahezu unverändert geblieben. Die ILAB soll sich drei wichtigen Aufgaben stellen:
- Aufrechterhaltung und Verbesserung der internationalen Handelsstandards
- Förderung und Bewahrung des seriösen Handels
- Würdigung der Geschichte und Kunst des Buchdrucks.

Die Erfahrung ihrer Mitglieder ist die Basis des Code of Ethics, in dem die ILAB die Grundprinzipien des fairen weltweiten Handels festgeschrieben hat. Dieser Kodex ist für alle ILAB-Antiquare verpflichtend.

## Antiquariatsmessen
Die internationalen Antiquariatsmessen haben sich nach dem Zweiten Weltkrieg zu einem wichtigen Marktplatz für den Handel mit antiquarischen Büchern, Autographen und Graphiken entwickelt und werden vom Verband gefördert. Parallel zu den ILAB-Kongressen, zu denen alle zwei Jahre Antiquare aus der ganzen Welt jeweils an einem anderen Ort zusammentreffen, finden diese Antiquariatsmessen statt.

## Bibliographie-Preis
Die Unterstützung von Wissenschaft und Forschung über die Geschichte des Buchwesens ist ein wichtiges Anliegen der ILAB. Ihr mit 10.000 US-Dollar dotierter Preis wird für besondere Leistungen auf diesem Gebiet vergeben. Den Preisträger ermittelt eine aus Antiquaren und Akademikern bestehende Jury.

## Nationale Vereinigungen
22 nationale Vereinigungen formen den Verband. Die meisten dieser Verbände informieren über ihre Aktivitäten und Mitglieder in Broschüren und Mitgliederverzeichnissen.
Die nationale Vereinigung Österreichs ist der Verband der Antiquare Österreichs, für Deutschland: Verband Deutscher Antiquare e. V. (VDA), für die Schweiz: Vereinigung der Buchantiquare und Kupferstichhändler in der Schweiz / Syndicat de la librairie et du commerce de l'estampe en Suisse (VEBUKU / Slaces).